# OZN-uri naziste

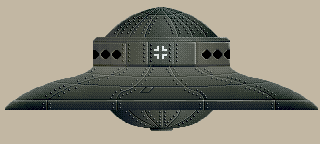
Reprezentare artistică a unei farfurii zburătoare germane de tip Haunebu- aparent similară cu presupusele nave necunoscute fotografiate de George Adamski, Reinhold Schmidt, Howard Menger și Stephen Darbishire.

În ufologie, teoria conspirației sau science fiction apare uneori legătura între unele  OZN-uri și Germania nazistă. Teoriile privind OZN-uri germane descriu încercări presupuse de succes de dezvoltare a unor aeronave avansate sau nave spațiale înainte și în timpul celui de-al doilea război mondial și chiar după terminarea acestuia, prin supraviețuirea acestor nave în baze subterane secrete din Noua Șvabia, Antarctica, în America de Sud sau/și în Statele Unite ale Americii, împreună cu creatorii lor.
Conform acestor teorii și povești fictive, există diverse nume de cod sau sub-clasificări ale OZN-urilor naziste, cum ar fi Rundflugzeug, Feuerball, Diskus, Haunebu, Hauneburg-Gerät, V7, Vril, Kugelblitz (fără a acea legătură cu vehiculul blindat antiaerian german omonim), Andromeda-Gerät, Flugkreisel, Kugelwaffe sau  Reichsflugscheibe.
Astfel de afirmații apar începând din anii 1950, probabil datorită dezvoltării istorice germane a motoarelor specializate, cum ar fi "Repulsine" al lui Viktor Schauberger în jurul celui de-al doilea război mondial. 
Tema OZN-urlor naziste apare în diferite lucrări fictive ale mass-mediei dar pretinse a fi non-fictive, inclusiv în jocuri și documentare video, de multe ori amestecate cu informații bine justificate (cum ar fi jocul video Iron Sky: Invasion, 2012).